# Сомбатчарен, Сурапхон
 Сурапхон Сомбатчарен (тайск. สุรพล สมบัติเจริญ; 25 сентября 1930, Супханбури, Таиланд — 16 августа 1968, Накхонпатхом, Таиланд) — таиландский певец, исполнитель песен в стиле лук тхунг. Был широко известен на таиландской эстраде как «король лук тхунга». Застрелен в собственном автомобиле после концерта в городе Накхонпатхом.

## Биография
Родился в провинции Супханбури.
В 1954 году выпустил первую песню под названием «Nam Ta Sao Wieng» (тайск. Слёзы Лаоски). Она стала значимой для таиландского музыкального стиля лук тхунг. На творчество Сурапхона оказывали влияние саундтреки к голливудским фильмам, малайская поп-музыка и афро-кубинские ритмы.
К 1960-м годам он стал самым известным исполнителем Таиланда. Иногда его называли «таиландским Элвисом».
За свою карьеру Сурапхон сочинил более ста песен. К наиболее известным его произведениям относятся «Sao Suan Taeng» (тайск. Девушка с огуречного поля), «Mong» (тайск. Взгляд), «Nam Ta Ja Tho» (тайск. Слёзы Капрала), «Khong Plom» (тайск. Фальшивка) и «Muai Cham» (тайск. Китаянка с разбитым сердцем).
Незадолго до смерти он выпустил свою последнюю песню «Siphok Pi Haeng Khwam Lang» (тайск. Шестнадцать лет нашего прошлого), в которой выразил печаль о прекращении своего брака, длившегося шестнадцать лет.
Его песня «Mai Luem» (тайск. Не забывай) звучит в фильме Пен-Ека Ратанарыанга «Любовь а-ля транзистор».

## Наследие
Записи песен Сурапхона продаются по всему Таиланду, от Бангкока до сельских рынков.
По радио часто звучит его песня «Шестнадцать лет нашего прошлого». Период в шестнадцать лет стал знаковым для тайцев, верящих в нумерологию.
Документальный фильм 1983 года «Two Faces of Thailand: A Musical Portrait» среди прочего рассказывает о стиле лук тхунг и включает в себя интервью с членами семьи Сурапхона Сомбатчарена, а также его песни в исполнении его сына.
16 августа 2001 года, в годовщину смерти Сурапхона, его шестнадцатилетний внук дебютировал в качестве исполнителя лук тхунга и перепел песню «Шестнадцать лет нашего прошлого» перед полным залом зрителей в Таиландском культурном центре в Бангкоке.

## Дискография
- 16 Years The Past (16 ปีแห่งความหลัง)
- Siew Sai (เสียวใส้)
- Khong Plom (ของปลอม)
- Khon Hua Lan (คนหัวล้าน)
- Sae See Aei Lue Jek Nang (แซซี้อ้ายลือเจ๊กนัง)
- Yik Tao Lo Soi (ยิกเท้าโหละซั๊วะ)
- Smell Love in «Pa-Sang» (มนต์รักป่าซาง)
- Klin Kam Hom Chuen Jai (กลิ่นแก้มหอมชื่นใจ)